# La Meilleure Façon de marcher
La Meilleure Façon de marcher è un film del 1976 diretto da Claude Miller.

## Riconoscimenti
- 1977 - Premio César
  - Miglior fotografia